# 落合刃物工業
落合刃物工業株式会社（おちあいはものこうぎょう、OCHIAI CUTLERY MFG Co., Ltd.）は、茶摘機メーカーのリーディングカンパニーである。
本社所在地は静岡県菊川市西方58。

## 主要な製品
製茶業関連の機械・機器を製造している。
- 乗用型茶葉摘採機
- 可搬式茶葉摘採機
- 茶園管理機
- 肥料散布機
- 可搬式カルチベータ
- 葉物野菜収穫機
- 大豆摘芯機
- 油圧ショベルトリマー
- 茶園防除機

## 沿革
- 1919年（大正8年）- 落合信平、手動式茶摘鋏の制作開始。
- 1923年（大正12年）2月8日 - 落合刃物工場創設（菊川町潮海寺）、茶摘鋏の製造販売開始。
- 1924年（大正13年）- 業務拡張に伴い新工場増設。
- 1925年（大正14年）- 新工場増設。農林省指定第1種工場認定。
- 1947年（昭和22年） - 熊本県農機具工業組合より褒章。茶摘鋏の優秀さが認められる。全国農業機械化展銅碑受賞。
- 1952年（昭和27年）12月25日 - 法人化し、落合刃物工業株式会社に改称。日本農業機具振興会銀碑受賞。
- 1959年（昭和34年） - 動力茶摘機を発明、製造販売開始。
- 1960年（昭和35年） - 茶葉刈取機が昭和35年度静岡県県知事賞を受賞（発明表彰において）。
- 1962年（昭和37年） - 科学技術庁より発明奨励金が交付される。
- 1964年（昭和39年） - 静岡営業所を開設。茶葉刈取機が社団法人発明協会会長賞受賞。昭和39年度関東地方発明表彰特別賞を受賞。
- 1966年（昭和41年）- 第7回全国発明コンクール入賞。昭和41年度 関東地方発明表彰優秀賞受賞。
- 1967年（昭和42年）- 関西亀山営業所開設。科学技術庁長官賞受賞。
- 1969年（昭和44年）- 九州鹿児島営業所開設。静岡県知事より発明表彰を受ける。
- 1981年（昭和56年）- 菊川町西方に新工場建設。11月より移転操業開始。
- 1982年（昭和57年）- 事務所及び研究室建設。6月より移転業務開始。
- 1983年（昭和58年）
  - 1月 - 落合信平が会長に、落合錬作が社長にそれぞれ就任。
  - 3月 - 自動倉庫を建設し、サービス部門業務開始。
- 1984年（昭和59年）- 工場第2期増設工事。
- 1985年（昭和60年）- 倉庫増設工事。
- 1987年（昭和62年）- 研究室増設工事。
- 1988年（昭和63年）- 工場第3期増設工事。
- 1989年（平成元年）- 優良運転管理事務所静岡県警察本部長。社団法人静岡県安全運転管理協会会長賞を受賞。
- 1991年（平成3年） - 熱処理工場増設工事。
- 1994年（平成6年）2月 - 関西亀山営業所を移転。
- 1995年（平成7年）
  - 3月 - 中国に浙江落合農林機械有限公司を設立し、業務開始。
  - 農林水産業振興功績により表彰を受ける。
- 1997年（平成9年）10月 - 九州鹿児島営業所を移転。
- 1998年（平成10年）- サービス工場建設（自走型・乗用型に対応）。
- 1999年（平成11年）- 事務所棟増築。
- 2000年（平成12年）3月 - 菊川町加茂に尾花事業所を建設し、業務開始。
- 2001年（平成13年）- ISO 9001認証を取得。九州福岡営業所開設。中小企業退職金共済制度の普及等に貢献。理事長表彰を受ける。
- 2002年（平成14年）
  - 3月 - 無担保・無保証の1億円の社債を発行し（受け手は富士銀行）、資本金を6,750万円に増資。
  - 10月 - 中国に杭州落合農林機械有限公司を建設し、業務開始。
- 2003年（平成15年）- 総合事務所にて業務を開始。尾花事業所より移転し、本社西工場が業務開始。
- 2004年（平成16年）- 九州福岡営業所を移転。静岡県障害者雇用促進協会会長より感謝状を受ける。菊川町町長より特別功労表彰を受ける。塗装工場増設。
- 2007年（平成19年）11月 - 落合錬作が黄綬褒章を受章。
- 2008年（平成20年）1月 - 落合益尚が社長に就任。
- 2014年（平成26年）貿易倉庫増設
- 2015年（平成27年）- ISO 14001認証を取得。
- 2022年（令和4年）3月 - 杭州落合機械製造有限責任公司(独資)を精算。
- 6月 - 杭州落合農林機械有限責任公司(合弁会社)に出資。
- 2024年（令和6年）２月 - 落合益尚が会長に就任。落合彬弘が社長に就任。

## 関連法人・会社
工場
- 本社事業所（静岡県菊川市）

営業所
- 関西亀山営業所（三重県亀山市）
- 九州鹿児島営業所（鹿児島県霧島市）
- 福岡営業所（福岡県八女市）
- 杭州落合機械製造有限公司（中国抗州）